# Янів-Любельський (гміна)
Гміна Янів-Любельський (пол. Gmina Janów Lubelski) — місько-сільська гміна у східній Польщі. Належить до Янівського повіту Люблінського воєводства.
Станом на 31 грудня 2011 у гміні проживало 16336 осіб.

## Площа
Згідно з даними за 2007 рік площа гміни становила 178.24 км², у тому числі:
- орні землі: 27.00%
- ліси: 65.00%

Таким чином, площа гміни становить 20.36% площі повіту.

## Населення
Станом на 31 грудня 2011:
| Опис     | Загалом | Загалом | Чоловіки | Чоловіки | Жінки | Жінки |
| -------- | ------- | ------- | -------- | -------- | ----- | ----- |
| одиниця  | осіб    | %       | осіб     | %        | осіб  | %     |
| все      | 16336   | 100     | 8011     | 49.04    | 8325  | 50.96 |
| міське   | 12149   | 100     | 5910     | 48.65    | 6239  | 51.35 |
| сільське | 4187    | 100     | 2101     | 50.18    | 2086  | 49.82 |

## Сусідні гміни
Гміна Янів-Любельський межує з такими гмінами: Білґорай, Гарасюкі, Ґодзішув, Дзволя, Модлібожице, Пишниця, Яроцин.